# Jaroslav Handl
Jaroslav Handl (* 29. srpna 1941 Brno) je český projektant a bývalý fotbalový útočník.

## Hráčská kariéra
V československé nejvyšší soutěži hrál za Spartak KPS Brno v ročníku 1961/62 při jeho jediné účasti a vstřelil dvě prvoligové branky.

### Evropské poháry
V evropských pohárech odehrál jeden zápas ve Veletržním poháru (předchůdce Poháru UEFA) v ročníku 1961/62, aniž by skóroval. Utkání s výběrem Lipska (Leipzig XI), které se hrálo 27. září 1961 v Brně na královopolském stadionu, skončilo nerozhodně 2:2.

### Prvoligová bilance
| Ročník          | Zápasy | Góly | Minuty | Klub                |
| --------------- | ------ | ---- | ------ | ------------------- |
| I. liga 1961/62 | 18     | 2    | 1 394  | TJ Spartak KPS Brno |
| CELKEM I. LIGA  | 18     | 2    | 1 394  |                     |